# Nastro d’Argento/Bester Schnitt
Nastro d’Argento Bester Schnitt (migliore montaggio)
Dieser Filmpreis wird seit 1999 vom italienischen Filmkritikerverband (Sindacato Nazionale Giornalisti Cinematografici Italiani, SNGCI) vergeben.
| Jahr | Sieger                | Film                                                                                    |
| ---- | --------------------- | --------------------------------------------------------------------------------------- |
| 1999 | Cecilia Zanuso        | Die Gärten Eden (I giardini dell’Eden)                                                  |
| 2000 | Carla Simoncelli      | Canone inverso – Making Love                                                            |
| 2001 | Claudio Di Mauro      | Ein letzter Kuss (L’ultimo bacio)                                                       |
| 2002 | Francesca Calvelli    | No Man’s Land                                                                           |
| 2003 | Marco Spoletini       | L’imbalsamatore e Velocità massima                                                      |
| 2004 | Roberto Missiroli     | Die besten Jahre (La meglio gioventù)                                                   |
| 2005 | Patrizio Marone       | Don’t Move (Non ti muovere)                                                             |
| 2006 | Esmeralda Calabria    | Romanzo Criminale                                                                       |
| 2007 | Francesca Calvelli    | Il regista di matrimoni und In memoria di me                                            |
| 2008 | Mirco Garrone         | Mein Bruder ist ein Einzelkind (Mio fratello è figlio unico)                            |
| 2009 | Francesca Calvelli    | Vincere                                                                                 |
| 2010 | Massimo Fiocchi       | Happy Family und Lo spazio bianco                                                       |
| 2011 | Consuelo Catucci      | Engel des Bösen – Die Geschichte eines Staatsfeindes (Vallanzasca: Gli angeli del male) |
| 2012 | Benni Atria           | Diaz – Don’t Clean Up This Blood (Diaz)                                                 |
| 2013 | Massimo Quaglia       | The Best Offer – Das höchste Gebot (La migliore offerta)                                |
| 2014 | Cecilia Zanuso        | Die süße Gier (Il capitale umano)                                                       |
| 2015 | Cristiano Travaglioli | Anime nere, Ewige Jugend (Youth)                                                        |
| 2016 | Gianni Vezzosi        | Schnell wie der Wind (Veloce come il vento)                                             |
| 2017 | Francesca Calvelli    | Träum was Schönes – Fai Bei Sogni (Fai bei sogni)                                       |
| 2018 | Walter Fasano         | Call Me by Your Name                                                                    |
| 2019 | Francesca Calvelli    | Il Traditore – Als Kronzeuge gegen die Cosa Nostra (Il traditore)                       |